# Chacellus filiformis
Chacellus filiformis är en kräftdjursart som beskrevs av Danièle Guinot 1969. Chacellus filiformis ingår i släktet Chacellus och familjen Pseudorhombilidae. Inga underarter finns listade i Catalogue of Life.